# Polypsecadium grandiflorum
Polypsecadium grandiflorum là một loài thực vật có hoa trong họ Cải. Loài này được Romanczuk & Boelcke miêu tả khoa học đầu tiên năm 1982.